# Phanoderma macrolaimum
Phanoderma macrolaimum is een rondwormensoort uit de familie van de Phanodermatidae.